# Caio Domício Dexter
Caio Domício Dexter (em latim: Gaius Domitius Dexter; fl. século II) foi um senador romano nomeado cônsul duas vezes, primeiro como cônsul anterior sufecto em 183, e depois como cônsul ordinário em 196.

## Biografia

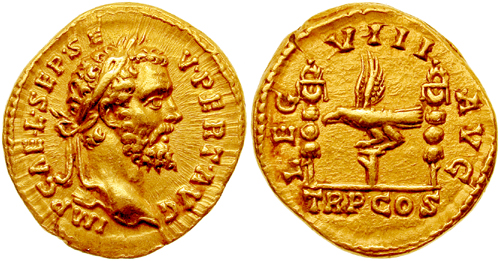
Áureo de Sétimo Severo r.

As origens de Domício Dexter são incertas. Um membro do senado, foi nomeado cônsul sufeto em algum momento antes de 183, provavelmente durante os últimos anos do reinado de Marco Aurélio (r. 161–180). De 183 a 185, foi o legado imperial proconsular (governador) da Síria Palestina. Tem sido especulado que durante este tempo teve uma relação cordial com o futuro imperador Sétimo Severo (r. 193–211), que foi nomeado como legado da IV Legião Cita durante seu tempo como governador.
Dexter foi um dos principais apoiantes da candidatura de Severo ao título imperial após o assassinato de Pertinax (r. 192–193). Em gratidão por seu apoio, Severo nomeou-o prefeito urbano de Roma em junho de 193. Ele manteve o posto durante um período prolongado quando Severo esteve ausente de Roma em sua campanha no leste contra seu rival Pescênio Níger (r. 193–194), refletindo a confiança do imperador em sua candidatura. Ele ainda estava no ofício quando foi elegido cônsul anterior junto com Lúcio Valério Messala Trásea Prisco em 196.